# Sony Alpha 7 III
α 7 II α 7 IV
Le Sony Alpha 7 III (typographié α 7 III) est un appareil photographique hybride semi-professionnel plein format équipé de la monture E.
La version haute définition A7R III est commercialisée la première, en novembre 2017, avec ses 42,4 millions de pixels. Il succède à l'ancien Alpha 7 R II dont il est une évolution. Il introduit la troisième génération de Sony Alpha 7 en ajoutant les éléments de l'ergonomie de l'Alpha 9.
La version classique A7 III est commercialisée en avril 2018.
Enfin la version haute sensibilité A7S III est annoncée le 28 juillet 2020.